# Ruppertshütten
Ruppertshütten ist ein Gemeindeteil der Stadt Lohr am Main im unterfränkischen Landkreis Main-Spessart in Bayern. Die Gemarkung ist die nördlichste von Lohr am Main und eine vom Ruppertshüttener Forst umgebene Exklave.

## Geographie

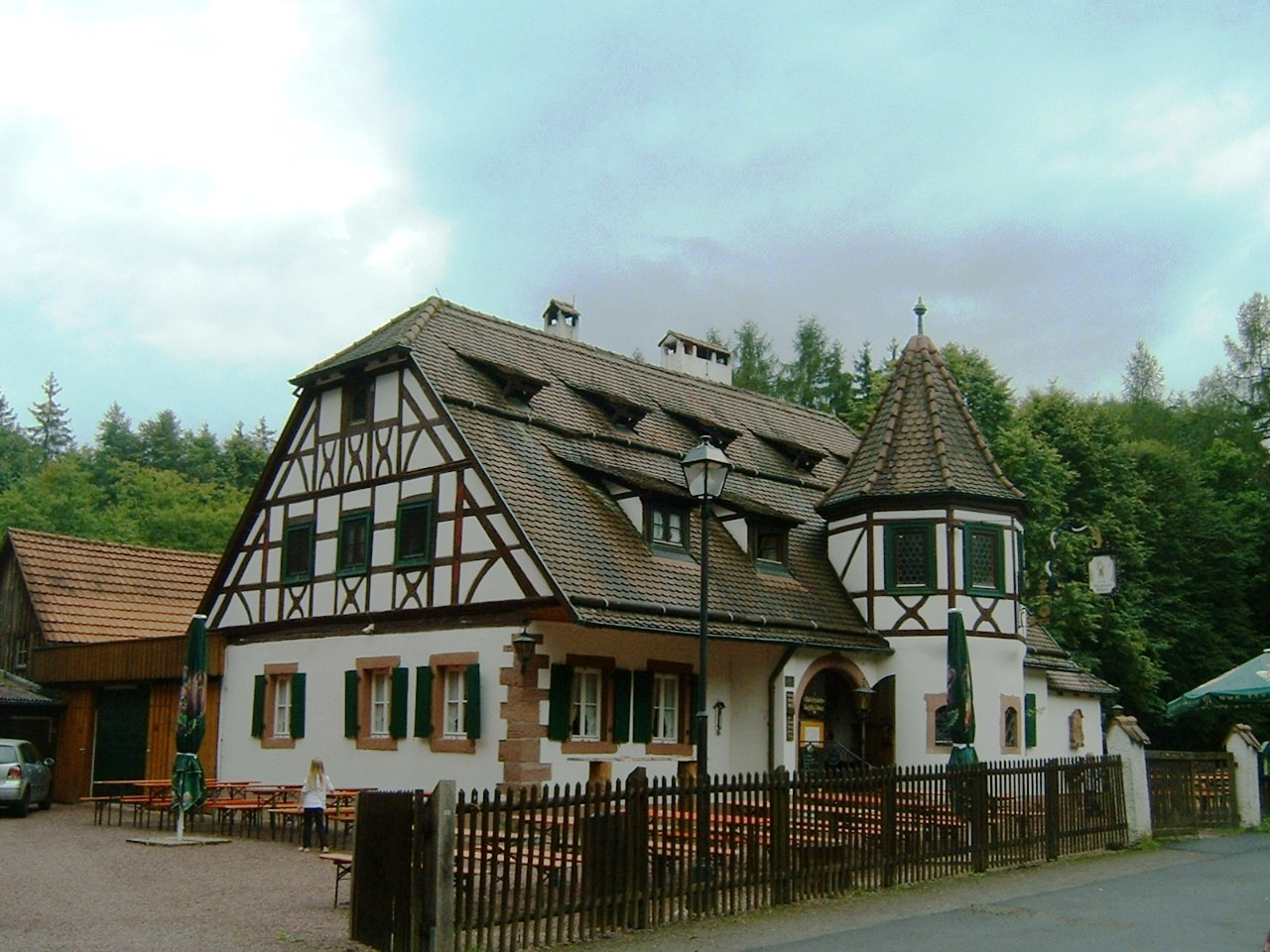
„Bayrische Schanz“

Der Ort liegt im bayerischen Teil des Spessarts im von Wald umgebenen Sindersbachtal. Zu Ruppertshütten gehört auch die 3 km nördlich direkt an der heutigen bayrisch-hessischen Grenze gelegene ehemalige Zollstation, später Forsthaus und jetzige Waldgaststättenanlage Bayrische Schanz. Hier trafen einst die Grenzen zwischen Kurmainz, der Grafschaft Rieneck und der Grafschaft Hanau aufeinander. Die Bayrische Schanz liegt wie Ruppertshütten an der Kreisstraße MSP 19. Außerdem erreicht sie ein Wanderweg von Ruppertshütten über die Kultur- und Streuobstwiesenlandschaft am Märzenrück (500 m); von der Höhe geht es noch 2,6 km über den alten Handelsweg Birkenhainer Straße.
Nach Gemünden am Main sind es von Ruppertshütten ostsüdöstlich etwa 13 km und nach Frammersbach im Westen und Partenstein im Südwesten ca. 4 km Luftlinie.

## Geschichte

### Neuzeit
Der Ort entstand im 16. Jahrhundert aus einer Glasmachersiedlung, die erste urkundliche Erwähnung findet sich 1502. Das Glasmuseum Wertheim beherbergt einige wenige Waldglas-Scherben aus der Glashütte (um 1700). Ein weiteres historisches Dokument dieser Zeit ist ein Sandsteinkreuz mit der Inschrift „Lorentz Wentzel 1671 Glasmacher“. Ein Fadenglas ist auf dem Kreuz abgebildet, das von einem Grab in Ruppertshütten stammt, heute aber im Spessartmuseum von Lohr aufbewahrt wird. Die Glashütte arbeitete bis ins 18. Jahrhundert.
Nach dem Aussterben des Grafengeschlechts von Rieneck fiel der Ort 1559 an Kurmainz, 1803 an das Fürstentum Aschaffenburg, 1806 an den Primatialstaat Carl von Dalbergs, 1810 an das Großherzogtum Frankfurt und schließlich am 26. Juni 1814 an das Königreich Bayern, wo es zum Verwaltungsgebiet des Landgerichtes Lohr gehörte. Das 19. Jahrhundert war von Verarmung geprägt, weil die Landwirtschaft die Bevölkerung nicht ernähren konnte. Noch in den 1860er Jahren war die Dorfkirche ein Holzgebäude – die kaminlosen Wohnhäuser rauchdurchschwärzt.
Im Jahr 1862 wurde das Bezirksamt Lohr am Main gebildet, auf dessen Verwaltungsgebiet Ruppertshütten lag. 1939 wurde wie überall im Deutschen Reich die Bezeichnung Landkreis eingeführt. Ruppertshütten war nun eine der 26 Gemeinden im Landkreis Lohr am Main (späteres Kfz-Kennzeichen LOH). Mit Auflösung des Landkreises Lohr im Jahr 1972 kam Ruppertshütten in den neu gebildeten Landkreis Main-Spessart (späteres Kfz-Kennzeichen MSP).

### Gebietsreform
Der Ort wurde am 1. Januar 1972 im Zuge der Gebietsreform nach Lohr eingemeindet. Zum Stadtzentrum von Lohr gibt es innerhalb des Gemeindegebiets nur eine öffentliche, unasphaltierte Straße (Lehngrundstraße) über das Katharinenbild zur Roten Mühle zwischen Partenstein und Lohr an der B 276.

## Sehenswertes
Die Kirche von Ruppertshütten wurde 1874 in neugotischem Stil errichtet und ist dem Hl. Wendelin geweiht. Die alte Kirche, errichtet während der Gegenreformation auf Initiative des Kapuzinerpaters Martin von Cochem (1634–1712), wurde aufgrund von wiederkehrenden Hochwasserschäden zu einem Wohnhaus umgestaltet. 2001 fand man Pläne von deren ursprünglichem Aussehen.

## Kurioses
- Im 19. Jahrhundert gab es etwa 1 km nördlich der Bayerischen Schanz direkt hinter der Grenze ein zweites Schanzwirtshaus, die „Hessen Schanz“. Sie wurde von einer aus dem Mainzischen eingewanderten katholischen Familie errichtet und bewirtschaftet. Noch 1855 wurde von der Hessenschanze ein gewisser Amend, Joseph, vulgo Schanzlang oder Knallhans, auch in Bayern aktenkundig.

- Als „Römer“ werden die Ruppertshüttener von ihren Nachbarn bezeichnet, weil sie während der Gegenreformation zum katholischen Glauben zurückkehrten.[5]

## Freizeit und Tourismus

### Wandern
Der Europäische Kulturwanderweg: „Alle Wege führen nach Rom“ beginnt und endet in Ruppertshütten. Er nimmt Bezug auf die Bezeichnung der Ruppertshüttener als „Römer“. Er erschließt auch das ehemalige Kloster Einsiedel und hat Anschluss an die Birkenhainer Straße.

## Persönlichkeiten

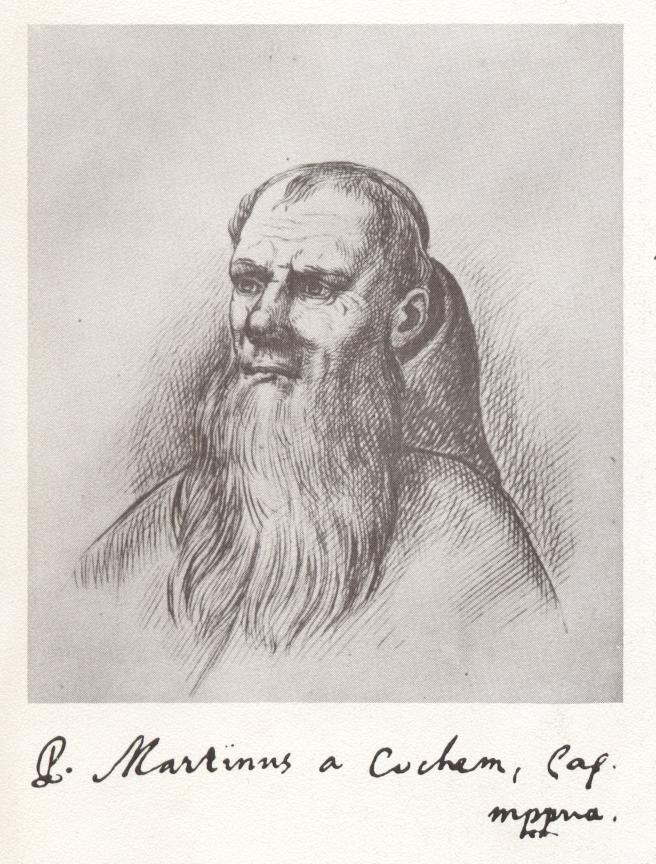
Portraitzeichnung, Eduard von Steinle

### Mit dem Ort verbundene Personen
Martin von Cochem (*1634 in Cochem an der Mosel; +1712 in Waghäusel), katholischer Priester, Kapuziner, Volksmissionar, Autor zahlreicher religiöser Bücher. Durch sein Wirken als Visitator der Erzdiözese Mainz und Volksprediger während der Gegenreformation erreichte er, dass die Ruppertshüttener zum katholischen Glauben zurückkehrten. Er organisierte auch den Bau der Kirche, einer Schule sowie einer weiteren Glashütte.